# Willy Barth
Willy Barth (Santa Cruz do Sul, 20 de Junho de 1906 - Guaraniaçu, 2 de Abril de 1962) foi um político e empresário brasileiro. Serviu como diretor geral da Industrial Madeireira e Colonizadora Rio Paraná S/A (Maripá), e como prefeito do município de Toledo, de 1960 até seu falecimento. Foi uma das mais importantes lideranças do início da colonização da região Oeste do Paraná, tendo em sua homenagem ruas, praças e avenidas em vários municípios da região Oeste do Paraná, além do Museu Histórico Willy Barth, em Toledo.

## Biografia
Nasceu em 20 de junho de 1906 no distrito de Rio Pardinho, município de Santa Cruz do Sul, RS, sendo filho de Adolpho Barth e Maria Blondina Schilling Barth. Mudou-se para Porto Alegre em 1920 para estudar. Largou os estudos em 1925, saindo da casa dos pais por consequência, e passou a trabalhar como caixeiro viajante na empresa Bier & Ulmann Ltda. Em 1940 funda a Colonizadora Barth, Benetti e Cia Ltda, juntamente com Alberto Dalcanale, Gastão Luiz Benetti, Manuel Passos Maia, Dionisio de Carli e Reinoldo Decarli. Possuindo sede em Caxias do Sul, a empresa foi responsável pela colonização das terras do atual município de São Miguel do Oeste, no estado de Santa Catarina.
Em 1945 adquiriu uma vasta porção de terras na chamada Fazenda Britânia, de propriedade da Companhia de Madeiras Del Alto Paraná, uma empresa inglesa com sede em Buenos Aires. À partir desta compra de iniciam as atividades da Industrial Madeireira e Colonizadora Rio Paraná S/A (Maripá), sediada em Porto Alegre e responsável pela colonização da Fazenda, da qual terras hoje constituem muitos municípios da região Oeste do Estado do Paraná.
Tornou-se Diretor Gerente da Maripá em 1949, mudando-se então para o recém formado povoado de Toledo, então município de Foz do Iguaçú.
Casou-se em 1941 com Diva Rodrigues Paim, com quem teve quatro filhas.

### Política
Enquanto na gerência da Maripá, atuou ativamente para a emancipação política do município, e com esta conquista sendo assegurada em 1951 pelo governador Bento Munhoz da Rocha. Trabalhou então para eleger Ernesto Dall'Oglio prefeito do município. Seu envolvimento com as questões políticas do município o elegeram prefeito em 1960, substituindo Egon Pudell.
Durante os quinze meses no qual esteve a frente da prefeitura, muito fez pelo município, tendo iniciado as obras das estradas Toledo-Tupãssi (hoje município de Assis Chateaubriand), Toledo-Pato Bragado e Toledo-Santa-Helena (hoje sendo esta a Rodovia Dr. Ivo Rocha -  PR-317).
Com o apoio da Câmara, propôs-se a construir as escolas em Vila Industrial, Fazenda Lopeí, Dez de Maio e Vila Operária. Contraiu empréstimo para a construção da Usina Hidrelétrica do Rio São Francisco e iniciar a rede de água potável do município. Obteve autorização para comprar uma turbina para a hidrelétrica e a construção da arquibancada do Estadio Municipal.

### Morte
Durante um comício para o Senado em Guaraniaçú, no dia 3 de abril de 1962, sofreu uma síncope cardíaca, vindo a óbito. Seu corpo foi velado por milhares de pessoas em Toledo, e por decisão da família, sepultado em Caxias do Sul, tendo a prefeitura sido assumida interinamente pelo então vereador Egon Pudell, e depois definitivamente pelo vice-prefeito Ernesto Dall'Oglio. Em 2004 seus restos mortais foram transferidos novamente para Toledo, onde encontra-se sepultado no cemitério municipal Cristo Rei.